# Gingo biloba
Gingo biloba (plus tard : Ginkgo biloba) est un poème écrit par le poète allemand Johann Wolfgang von Goethe. 
Le poème a été publié dans son ouvrage West-östlicher Diwan (Divan occidental-oriental), publié pour la première fois en 1819. Goethe a utilisé Gingo au lieu de Ginkgo dans la première version pour éviter le son dur de la lettre k.  

## Genèse

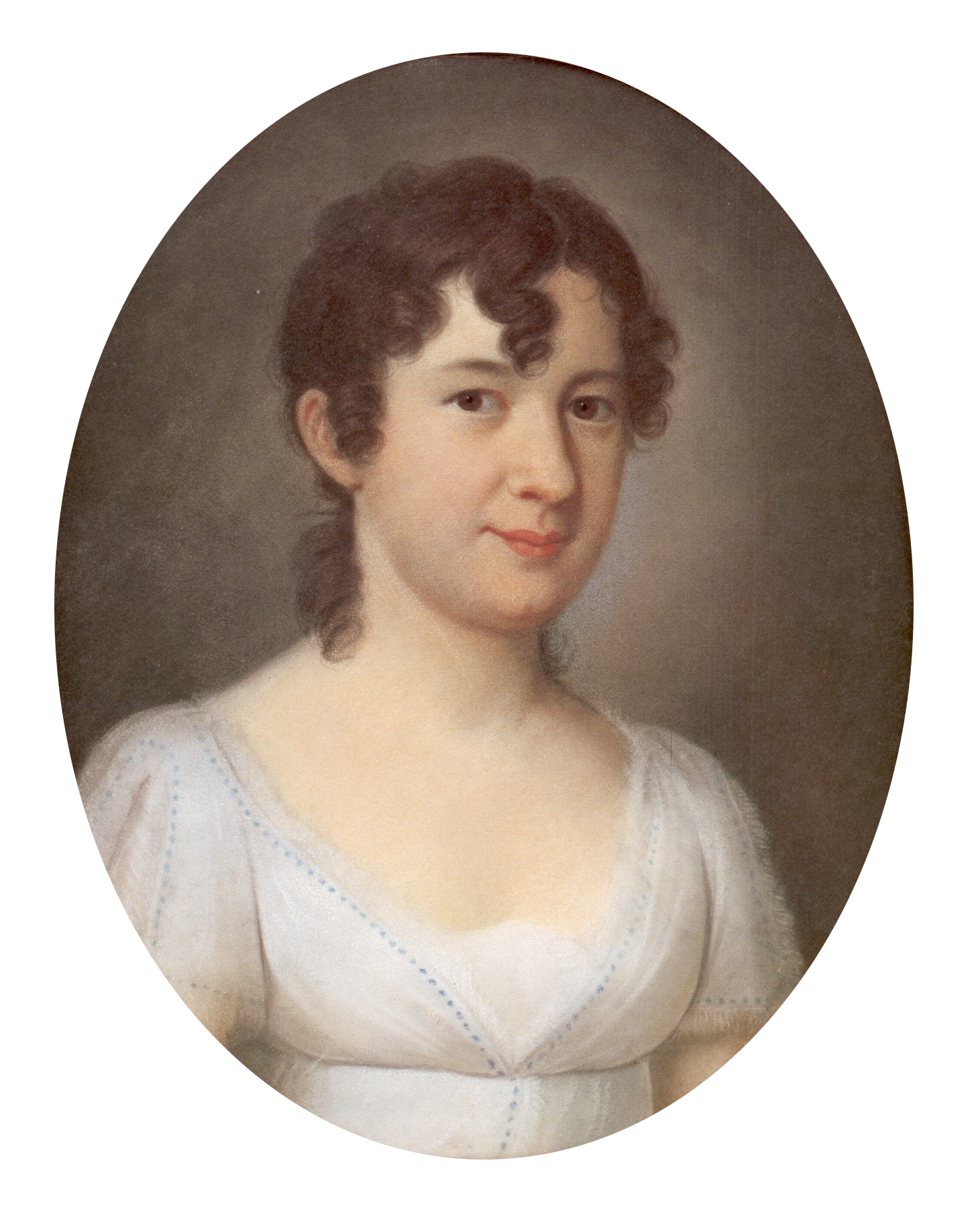
Marianne von Willemer.

Goethe envoie à Marianne von Willemer (1784-1860), l'épouse du banquier francfortois Johann Jakob von Willemer (1760-1838), une feuille de ginkgo comme symbole d'amitié. Le 15 septembre 1815, il lui lit, ainsi qu'à ses amis, le brouillon du poème. Le 23 septembre 1815, il voit Marianne pour la dernière fois et lui montre l'arbre de Ginkgo dans le jardin du château d'Heidelberg duquel il prend les deux feuilles collées sur le poème. Après cela, il écrit le poème qu'il envoie à Marianne le 27 septembre. 

## Postérité
La tablette commémorative de Goethe se trouve juste en face de l'arbre de Ginkgo. Le poème a été publié plus tard dans le Livre de Suleika dans West-östlicher Diwan. 
La lettre contenant ce poème où Goethe a inséré deux feuilles de Ginkgo à deux lobes distincts peut être vue au musée Goethe (de) de Düsseldorf. 
Le Ginkgo (planté en 1795) que Marianne von Willemer avait vu avec Goethe en septembre 1815, n’existe plus. Après 1928, le Ginkgo du jardin du château fut étiqueté comme étant le même arbre qui inspira à Goethe la création de son beau poème. L'arbre était probablement encore debout en 1936.  

## Texte
Dieses Baums Blatt, der von Osten

Meinem Garten anvertraut,

Giebt geheimen Sinn zu kosten,

Wie's den Wissenden erbaut,

Ist es Ein lebendig Wesen,

Das sich in sich selbst getrennt?

Sind es zwei, die sich erlesen,

Daß man sie als Eines kennt?

Solche Frage zu erwidern,

Fand ich wohl den rechten Sinn,

Fühlst du nicht an meinen Liedern,

Daß ich Eins und doppelt bin?
— Goethe, Gingo biloba